# Vangueria discolor
Vangueria discolor är en måreväxtart som först beskrevs av De Wild., och fick sitt nu gällande namn av Henrik Lantz. Vangueria discolor ingår i släktet Vangueria och familjen måreväxter. Inga underarter finns listade i Catalogue of Life.